# Saronno Foot Ball Club 1989-1990
Questa pagina raccoglie le informazioni riguardanti il Saronno Foot Ball Club nelle competizioni ufficiali della stagione 1989-1990.

## Stagione
Nella stagione 1989-1990 il Saronno ha partecipato al girone B del campionato Interregionale. Con 48 punti ha vinto il campionato con un punto di vantaggio sulla Biellese.

## Rosa
Rosa compilata con il solo libro della Pro Patria in bibliografia.
| N. |                   | Ruolo | Calciatore         |
| -- | ----------------- | ----- | ------------------ |
|    | Italia (bandiera) | C     | Sandro Barbieri    |
|    | Italia (bandiera) | C     | Simone Boldini     |
|    | Italia (bandiera) | D     | Andrea Bordegoni   |
|    | Italia (bandiera) | A     | Pierluigi Cattaneo |
|    | Italia (bandiera) | C     | Alessandro Cesaro  |
|    | Italia (bandiera) | D     | Roberto Ferraro    |
|    | Italia (bandiera) | D     | Riccardo Galbiati  |
|    | Italia (bandiera) | P     | Enrico Lattuada    |

| N. |                   | Ruolo | Calciatore             |
| -- | ----------------- | ----- | ---------------------- |
|    | Italia (bandiera) | C     | Eugenio Marino         |
|    | Italia (bandiera) | C     | Agostino Mastrolonardo |
|    | Italia (bandiera) | C     | Fabio Mondoni          |
|    | Italia (bandiera) | A     | Gianpietro Novara      |
|    | Italia (bandiera) | D     | Roberto Occhioni       |
|    | Italia (bandiera) | C     | Sandro Palumbo         |
|    | Italia (bandiera) | A     | Roberto Savi           |